# إنريك نوفي
إنريك نوفي (بالإسبانية: Enrique Novi)‏ هو ممثل مكسيكي، ولد في 21 أبريل 1947 بمدينة مكسيكو في المكسيك.

## وصلات خارجية
- إنريك نوفي على موقع IMDb (الإنجليزية)
- إنريك نوفي على موقع قاعدة بيانات الفيلم (الإنجليزية)